# 高橋保 (実業家)

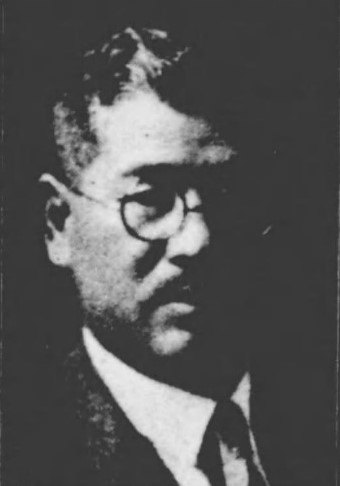
高橋保

高橋 保（たかはし たもつ、1882年〈明治15年〉3月8日 - 1972年〈昭和47年〉12月9日）は、明治末期から昭和戦前期にかけて活動した日本の電気技術者・実業家である。
郷里長野県の電力会社長野電灯・東信電気で技師長を務めたのち、東信電気が起業した肥料会社昭和肥料の常務取締役に転身。姉妹会社としてレーヨンメーカー昭和人絹（クレハの母体）を起業して初代社長となり、1939年（昭和14年）には昭和肥料の後身にあたる昭和電工の初代副社長に就任した。衆議院議員を務めた時期もある（当選1回）。

## 経歴

### 技師時代
高橋保は、1882年（明治15年）3月8日、長野県人・高橋澄弥の長男として生まれた。出身地は長野県東筑摩郡上川手村（現・安曇野市）。長野県立松本中学校を出たのち、熊本の第五高等学校工科に入り1906年（明治39年）7月卒業。次いで1910年（明治43年）7月に京都帝国大学理工科大学電気工学科を卒業した。
大学卒業後はまず伊那電車軌道（後の伊那電気鉄道）に入り、同社の技師・工務課長となる。続いて1911年（明治44年）長野電灯に移り、同社の技師長・主任技術者に任ぜられた。長野電灯は長野市所在の電力会社で、市内とその周辺や佐久地域へと供給していた。当時の社長は花岡次郎である。長野電灯には1919年（大正8年）3月まで在籍し、その後は顧問に退いた。
長野電灯退職後は東信電気に転じた。役職員録によると1920年時点では同社に電気課長として、翌年時点では技師長として勤務する。東信電気は鈴木三郎助（味の素創業者）や長野電灯関係者らによって1917年（大正6年）8月に設立された電力会社で、長野県を流れる千曲川（信濃川）での電源開発とその電力を用いた塩素酸カリウム製造を起業目的とする。1921年（大正10年）に一旦すべての発電所を東京電灯へ移管して電気事業を喪失したが、直後に高瀬川に着手、続いて千曲川開発を再開し、さらには昭和に入ると新潟県を流れる阿賀野川にも進出して大規模発電会社へと発展していく。
電力業界での役員就任は長野電灯が最初である。同社取締役には1924年（大正13年）1月に就任。次いで同年12月、梓川電力設立に際して同社に取締役として入った。梓川電力は長野電灯と信濃電気が共同で設立した梓川開発を目的とする発電会社である。そして東信電気では1927年（昭和2年）4月26日、取締役に選出されている。東信電気では当初浦山助太郎らとともに常勤の取締役であった。また東信電気に関連し、当時同社に在籍していた森矗昶がヨード製造などを目的とする日本沃度を1926年（大正15年）10月に設立した際には同社の監査役に名を連ねた。

### 昭和肥料常務就任

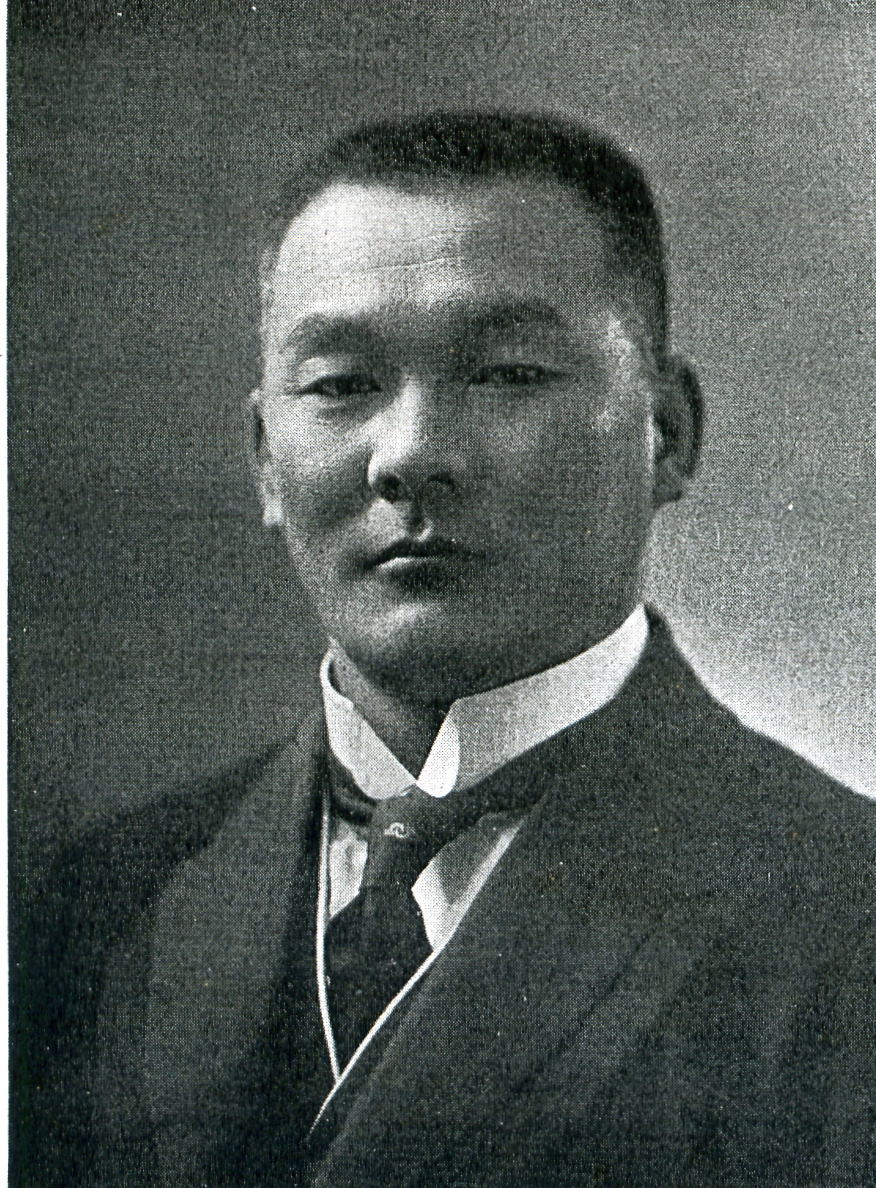
森矗昶

1928年（昭和3年）から翌年にかけて、東信電気では阿賀野川に鹿瀬発電所・豊実発電所という出力4万キロワット超の大型水力発電所を相次ぎ完成させた。自社の供給区域をほとんど持たない東信電気では自社発電所の発生電力を主として東京電灯へと買電していたが、開発の行き過ぎで電力に余剰が生じ、東京電灯への供給を増やせない状況に陥った。そのため東信電気と東京電灯は余剰電力の受け皿を別途用意する必要に迫られ、交渉の末に両社共同出資による炭化カルシウム（カーバイド）・石灰窒素製造事業およびアンモニア合成・硫酸アンモニウム（硫安）製造事業の起業を決定した。そして1928年（昭和3年）10月22日、昭和肥料株式会社として会社設立に至る。会長には東京電灯から若尾璋八、社長には東信電気から鈴木三郎助、専務には森矗昶が入り、高橋も取締役に選出された。
昭和肥料設立にあわせ、アンモニア合成法の技術導入を目的として東信電気・大同肥料・南満洲鉄道の3社で技術調査団が結成された。高橋はその団長に指名され、ドイツ・イタリアなどヨーロッパの硫安工場を視察、特許使用に関する仮契約を交わしたのち1929年（昭和4年）2月に帰国した。帰国後の10月、昭和肥料の常務取締役に就任する。昭和肥料は1929年10月カーバイド・石灰窒素工場を発電所に近い新潟県の鹿瀬に、1931年（昭和6年）にアンモニア・硫安工場を神奈川県川崎市にそれぞれ完成させた。
昭和肥料常務在任中の1932年（昭和7年）2月20日、第18回衆議院議員総選挙で当選し衆議院議員となった。選挙区は長野県第4区（松本市・東筑摩郡・西筑摩郡・南安曇郡・北安曇郡）、政党は立憲政友会からで、前職2人よりも多い首位当選であった。立候補の動機は、化学工業のような大規模事業には行政当局や金融界の支持が必須であり、それらを取り付けるには政治家となるのが早道である、と考えたためという。同年10月、実業界では日本沃土でも監査役から取締役へと転じた。日本沃土は1934年（昭和9年）からアルミニウム製錬を手掛けるようになり、同年3月日本電気工業へと社名を変更した。また昭和肥料では専務の森矗昶が1934年（昭和9年）10月に社長となったことで高橋は専務取締役へと昇格した。
なお衆議院では1935年12月の第68回帝国議会で決算委員を務めた。翌1936年（昭和11年）1月衆議院解散ののち同年2月の第19回総選挙でも前回同様長野県第4区から立候補したものの定員3人に対し6位の得票数に留まり、落選した。
電力業界では東信電気・長野電灯・梓川電力に加えて1930年（昭和5年）4月、長野県諏訪地域の電力会社諏訪電気でも役員改選に際し取締役に就任した。当時諏訪電気は昭和恐慌が直撃して業績が低迷しており、経営再建のためこの役員改選で片倉兼太郎が新社長となっている。また1934年4月に安曇電気の取締役にも選ばれた。
同社は北安曇郡大町（現・大町市）所在の電力会社で、当時諏訪電気の傘下にあり、アルミニウムを製錬する日本電気工業大町工場に電力を供給していた。

### 昭和人絹の起業
衆議院議員時代の1933年から翌年にかけて、高橋は森矗昶の協力を得てレーヨン（人造絹糸）事業の起業に取り組んだ。この新事業は、昭和肥料ではアンモニア合成の原料となる水素を得るべく操業していた電解工場（水素と苛性ソーダを生産）の技術を転用し、水素・苛性ソーダを生産しつつ苛性ソーダを自家消費してさらにレーヨンを製造する、というものである。新会社は昭和人絹株式会社として1934年7月15日、資本金500万円で発足する。高橋自ら初代の取締役社長に就任し、東洋レーヨン（現・東レ）から招聘した吉田勇三を専務取締役に置くという布陣であった。昭和人絹では東信電気・昭和肥料で社長を務める鈴木忠治（三郎助の弟）ら鈴木家の出資を得られなかったため、昭和人絹では高橋が個人で多数の株式を持ち、高橋家や森矗昶とその関係者でほとんどの株式を持った。
レーヨン工場は貴族院議員で植田水力電気社長でもある金成通が高橋に直接掛け合ったことから、その誘致に応えて福島県石城郡錦村（現・いわき市）に建設することとなった。昭和人絹は会社設立後まもなく工場を着工、突貫工事の末に1935年（昭和10年）夏より錦工場の操業を開始した。しかし人絹工場焼失（1936年3月発生）や原料苛性ソーダ工場の技術的問題、さらにはメーカー乱立によるレーヨン市況悪化で業績は上がらなかった。1937年（昭和12年）3月、昭和人絹は伊藤忠商事系列の紡績会社呉羽紡績が持つレーヨン部門（研究段階に留まり工場建設には至らず）を引き取った。呉羽紡績から昭和人絹への移管は呉羽紡績がレーヨン部門を一旦龍山紡績として切り離し、これを昭和人絹で吸収合併するという形を採っており、この操作によって昭和人絹は呉羽紡績との間に資本関係が生じた。
昭和人絹と呉羽紡績の協力関係によって豊科紡績株式会社という新会社も生まれた。同社は1937年8月、長野県南安曇郡豊科町（現・安曇野市）にステープルファイバー（スフ、短繊維のレーヨン）を原料とする紡績工場を建設するために設立された会社で、昭和人絹と呉羽紡績が出資していた。豊科紡績で高橋は会社設立後の同年9月13日より取締役会長を務めている。また呉羽紡績本体でも同年6月の定時総会で取締役に選ばれた。
1938年（昭和13年）に入ると、日中戦争下で繊維産業に対する国家統制が次第に強化されていくという業界環境を踏まえ、高橋はレーヨン事業からの撤退を検討するようになる。そして同年秋、関係の深い呉羽紡績に対し昭和人絹の吸収を打診した。呉羽紡績は合併を即断しなかったが、繊維産業という国策に呼応する形で翌1939年（昭和14年）2月昭和人絹の合併を決定、同年5月合併を実行した。呉羽紡績はその後1941年（昭和16年）12月に豊科紡績も吸収している。
電力業界では、1935年11月30日、安曇電気にて第5代社長に選任された。同社社長は1937年12月に諏訪電気へと吸収されるまで在任している。安曇電気を合併した諏訪電気（取締役在任中）は同時に信州電気へと社名を変更したが、高橋は直後の臨時総会をもって取締役から辞任した。他方で同年3月に取締役を務める長野電灯が信濃電気との新設合併により長野電気となった際にはそのまま長野電気取締役に異動した。長野電気取締役はその後1940年（昭和15年）4月まで務めた。

### 昭和電工発足後
1939年（昭和14年）6月1日、硫安・石灰窒素製造を主業とする昭和肥料とアルミニウム製錬を主業とする日本電気工業が合併し、資本金1億1000万円の化学メーカー昭和電工株式会社が発足した。昭和電工の初代取締役社長には前身2社の社長を兼ねた森矗昶が就き、昭和肥料常務で日本電気工業取締役であった高橋は森の下で取締役副社長に就任した。しかしながら在任期間は短く、社長の森が1年で国策肥料統制会社の日本肥料理事長へと転出したのにあわせ、相談役の鈴木忠治が第2代社長に異動した1940年（昭和15年）8月20日の役員改選において高橋も副社長を辞して取締役に下がった。
1941年（昭和16年）から翌年にかけて、高橋が関係した東信電気・長野電気・信州電気・梓川電力といった電力会社は国策会社日本発送電への設備出資や配電統制により相次ぎ解散・消滅した。これらのうち東信電気と梓川電力では末期まで取締役を務めた。
太平洋戦争下の1944年（昭和19年）6月、レーヨン部門を廃業して軍需化学工場となっていた呉羽紡績錦工場（旧・昭和人絹）を管理上の都合から独立させて呉羽化学工業株式会社（現・クレハ）が設立された。設立に際し高橋は取締役の一人となったが、初代社長には海軍軍人の下村正助が就任している。同年9月、企業整備の国策に従って呉羽紡績とその姉妹会社である三興（伊藤忠商事・丸紅商店・岸本商店の3社合併で設立）・大同貿易の計3社が合併し、大建産業が設立された。高橋は1937年以来呉羽紡績の取締役であったが、合併後の大建産業では役員となっていない。戦後の1946年（昭和21年）12月には呉羽化学工業取締役からも退いた。
1972年（昭和47年）12月9日、老衰のため東京都港区三田の自宅で死去した。90歳没。

## 栄典
- 1934年4月29日 - 勲四等瑞宝章・昭和六年乃至九年事変従軍記章[46]
- 1939年6月3日 - 紺綬褒章（公益のための私財寄付により受章）[47]